# Федоткин, Иван Тимофеевич
Иван Тимофеевич Федоткин (род. 7 июня 1966) — российский политический деятель, депутат Государственной думы третьего созыва

## Биография
Родился 7 июня 1966 года.
В 1985 окончил Брянский техникум железнодорожного транспорта, в 1993 — Всесоюзный институт инженеров транспорта, в 1997 — Академию народного хозяйства при Правительстве РФ. Кандидат экономических наук.
В марте 1998 был задержан сотрудниками таможни аэропорта Шереметьево-2 с поличным при попытке нелегального вывоза за рубеж иностранной валюты. На суде был признан виновным в попытке контрабандного провоза 2935 долларов США и 61900 марок ФРГ и получил наказание в виде лишения свободы сроком на 2 года, которое было заменено на условное.

### Депутат госдумы
19 декабря 1999 был избран депутатом Государственной Думы третьего созыва (1999—2003).